# Патриотический союз (Колумбия)
Патриотический союз (исп. Unión Patriótica) — колумбийская левая политическая партия, которая придерживается социалистической идеологии. Ныне ПС является сторонником мирного парламентского пути борьбы за интересы трудящихся. Партия имеет молодёжное крыло — Молодёжный патриотический союз (исп. Unión de Jóvenes Patriotas).

## История партии
Патриотический союз был создан при участии ФАРК и Коммунистической партии Колумбии 28 мая 1985 года в рамках мирных переговоров коммунистических повстанцев с администрацией президента Белисарио Бетанкура как легальная организация для сторонников леворадикальных взглядов. Первым президентом партии стал бывший судья Хайме Пардо Леаль. С момента создания на членов партии началась охота со стороны наркобаронов, правых военизированных формирований, эскадронов смерти братьев Кастаньо, что привело к фактическому уничтожению Патриотического союза. Около 3000 членов ПС были убиты, в том числе основатель партии Хайме Пардо Леаль и кандидат на должность президента Колумбии Бернардо Харамильо Осса. После такого большого количества убитых партийцев, Революционные вооружённые силы Колумбии — Армия народа были вынуждены отказаться от мирного пути борьбы за власть и сосредоточили силы на военных действиях против эскадронов смерти и полиции Колумбии.
В сентябре 2002 года Патриотический союз был распущен, но в июле 2013 года партия возобновила свою деятельность. V съезд партии прошёл 15—17 ноября 2013 года в Боготе. На нём Аида Авелья была избрана президентом партии.
В 2018 году партия вошла в предвыборный 5-партийный «Список порядочности» (Lista de la Decencia), поддержавший на пост президента Густаво Петро (в 1 м туре получил 25 % голосов и вышел во 2-й тур, где, набрав 42 %, уступил кандидату от правых сил Ивану Дуке), получивший 3 места в Палате депутатов (352 547 голосов, 1,84 %) и 4 места в Сенате (523 286, 3,41 %), одним из сенаторов стала А. Авелья.

## Президенты партии
- Хайме Пардо Леаль (1985—1987)
- Бернардо Харамильо Осса (1987—1990)
- Мануэль Сепеда Варгас (1990—1994)